# Исландия на зимних Олимпийских играх 2002
Исландия принимала участие в Зимних Олимпийских играх 2002 года в Солт-Лейк-Сити (США), но не завоевала ни одной медали. От Исландии на этих играх участвовали 6 спортсменов. 4 мужчины и 2 женщины. Все они участвовали в дисциплине Горнолыжный спорт. 

## Список участников от Исландии

#### Мужчины
1. Jóhann Haraldsson
2. Kristinn Magnússon
3. Björgvin Björgvinsson
4. Kristinn Björnsson

#### Женщины
1. Dagný Linda Kristjánsdóttir
2. Emma Furuvik